# Marija Szubina
Marija Timofiejewna Szubina (ros. Мария Тимофеевна Шубина; ur. 8 maja 1930 w Protasowie, zm. 20 kwietnia 2025) – radziecka kajakarka, złota medalistka olimpijska z Rzymu.
Igrzyska w 1960 były jej jedyną olimpiadą i triumfowała w dwójkach. Partnerowała jej Antonina Sieriedina. Sześciokrotnie stawała na podium mistrzostw świata, cztery razy sięgając po złoto (K-1 500 m: 1963, K-2 500 m: 1958, K-4 500 m: 1963, 1966), a dwa po srebro (K-2 500 m: 1963, 1966).